# 広島都市学園大学
広島都市学園大学（ひろしまとしがくえんだいがく、英語: Hiroshima Cosmopolitan University）は、広島県広島市南区宇品西五丁目13番18号に本部を置く日本の私立大学。1974年創立、2009年大学設置。

## 概要
所在地は広島県広島市南区宇品西五丁目13番18号。
2009年に広島市内の私立大学では唯一の看護師養成課程（健康科学部看護学科）をもつ4年制大学として設立された。2013年に健康科学部にリハビリテーション学科が増設された。また，2014年には子ども教育学部子ども教育学科が新設され、2学部3学科を持つ大学となった。
「心技一体」を建学の精神とし、知識・技能とともに博愛精神や人間愛に満ちた人材を育成することを目標としている。設置者は広島市内とその近郊で6校の専門学校を経営する学校法人古沢学園である。

## 沿革
- 2009年4月 健康科学部看護学科を設置
- 2013年4月 健康科学部にリハビリテーション学科を増設（西風新都キャンパス）
- 2014年4月 子ども教育学部子ども教育学科を新設（宇品キャンパス）
- 2014年7月 宇品キャンパス2号館に常設型オープンスペース　こどもケアセンター「いーぐる」を開設
- 2018年4月 大学院保健学研究科 保健学専攻 開設
- 2018年4月 言語聴覚専攻科 開設
- 2020年4月 附属保育園 開設

## 学部・学科
- 健康科学部
  - 看護学科
  - リハビリテーション学科（広島医療保健専門学校から改組）
    - 理学療法学専攻
    - 作業療法学専攻
- 子ども教育学部
  - 子ども教育学科（コースは１年次後期に選択）
    - 小学校教育コース
    - 初等教育コース
    - 特別支援教育コース
    - 保育・幼児教育コース